# Chukchansi Gold Resort & Casino
Chukchansi Gold Resort & Casino is een hotel en casino in de Amerikaanse staat Californië. Het complex ligt in het dorp Coarsegold op een boogscheut van de State Route 41 tussen Fresno en Yosemite National Park. De eigenaars en uitbaters zijn de Yokuts-indianen van de Picayune Rancheria of Chukchansi Indians.
Chukchansi Gold opende in 2003. Het hotel telt meer dan 400 kamers en suites. De speelhal is 5200 m² groot en telt 1800 gokkasten en 43 speeltafels. Er zijn zeven eet- en drinkgelegenheden, een cadeauwinkel, een binnen- en buitenzwembad, een fitness en een wellness. Er vinden ook concerten plaats.
Sinds 2006 bezit het casino de naamrechten van het stadion Chukchansi Park in Fresno.
In 2014 pleegden stamgenoten van de eigenaars een gewapende aanval op het gebouw, uit onvrede met het stambeleid. Het casino bleef 14 maanden gesloten uit veiligheidsoverwegingen.